# Wormegay Castle

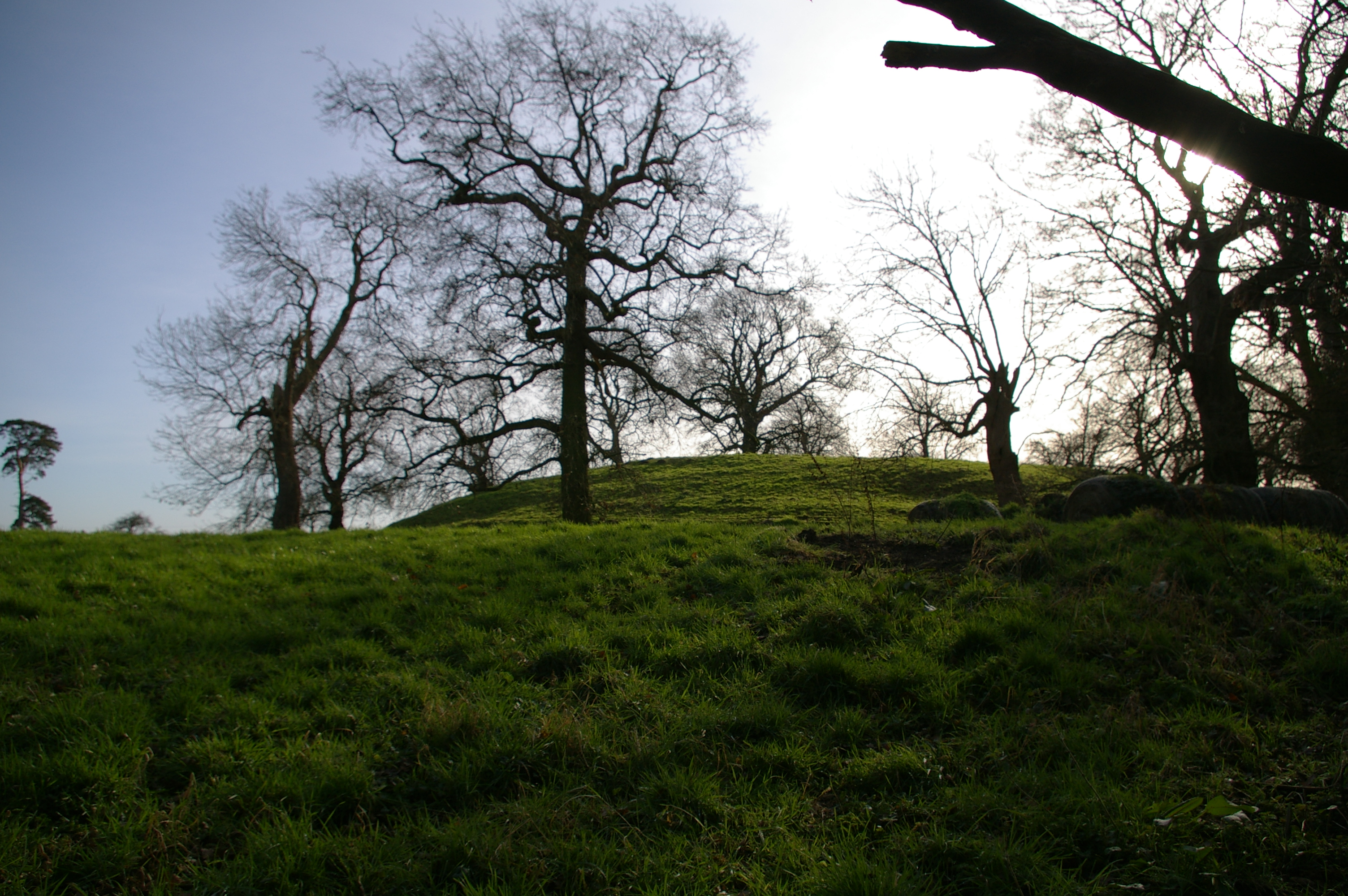
Mound von Wormegay Castle

Wormegay Castle ist eine abgegangene Burg in der Nähe des Dorfes Wormegay in der englischen Grafschaft Norfolk. Heute sind nur noch Erdwerke erhalten.

## Details
Die Motte ließ vermutlich Hermer de Ferrers nach der normannischen Eroberung Englands erbauen und sie blieb bis 1166 in der Familie De Ferrers. Der Mound ist auf drei Seiten von einem 15 Meter breiten und 2 Meter tiefen Graben umgeben, 5 Meter hoch und an seiner Basis 77 Meter × 62 Meter groß. Der Burghof bedeckte eine Fläche von 150 Metern × 88 Metern und erhob sich 1 Meter über die Umgebung. Im Mittelalter muss die Burg von allen Seiten gut sichtbar gewesen sein, anders als heute. Sie muss eine örtliche Landmarke gewesen sein und von ihr war der Damm durch die Fens (dt.: Sümpfe) gut zu kontrollieren. Wormegay Castle bildete das Zentrum – Caput genannt – eines Honours feudaler Ländereien in ganz East Anglia. Als Zentrum eines größeren Anwesens musste Wormegay Castle Dienste an Norwich Castle nach dem Castle-Guard-System leisten.